# Воля-Хрусцинська
Воля-Хрусцинська (пол. Wola Chruścińska) — село в Польщі, у гміні Ланента Кутновського повіту Лодзинського воєводства.
Населення — 155 осіб (2011).
У 1975-1998 роках село належало до Плоцького воєводства.

## Демографія
Демографічна структура станом на 31 березня 2011 року:
|          | Загалом | Допрацездатний вік | Працездатний вік | Постпрацездатний вік |
| -------- | ------- | ------------------ | ---------------- | -------------------- |
| Чоловіки | 70      | 7                  | 54               | 9                    |
| Жінки    | 85      | 8                  | 52               | 25                   |
| Разом    | 155     | 15                 | 106              | 34                   |